# Осте
Острів Осте (ісп. Isla Hoste, англ. Hoste Island) — острів в архіпелазі Вогняна Земля, розташований у Тихому океані, біля найпівденніших берегів Південної Америки, адміністративно належить до регіону Магальянес і Чилійська Антарктика, Чилі.

## Географія
Острів знаходиться у південних широтах Тихого океану, в провінції Антарктика-Чилена, у регіоні Магальянес і Чилійська Антарктика, біля південної материкової частини чилійського узбережжя, та віддалений від нього за 155 км на південний схід. На півночі — північному заході він відділений від островів Гордон та Вогняна Земля, довгою, вузькою протокою Бігля (1,0-4,5 км); на сході від острова Наваріно — протокою Мюррея (0,6-7 км). Протяжність острова з північного заходу на південний схід понад 142 км, при максимальній ширині 92 км. Має площу — 4117 км² (5-тє місце у Чилі та 135-те в світі). Найбільша висота (HP) острова 1402 м, знаходиться на північно-східному півострові Думас. Острів материкового походження, являє собою затоплену частину Берегових Кордильєр зі слідами льодовикового впливу, з крутими берегами, які дуже порізані фіордами та затоками, особливо в південній частині, тут же розташована велика кількість дрібних острівців.
На південному сході розташований вузький довгастий півострів Харді, на якому розташована найпівденніша точка острова — мис Фальшивий Горн, розташований за 56 км на північний захід від справжнього, який розташований на острові Горн. Населення на острові — відсутнє.

### Клімат
Острів знаходиться у зоні, котра характеризується кліматом полярних пустель. Найтепліший місяць — січень із середньою температурою 9.4 °C (49 °F). Найхолодніший місяць — червень, із середньою температурою 0 °С (32 °F).
| Клімат Осте             | Клімат Осте | Клімат Осте | Клімат Осте | Клімат Осте | Клімат Осте | Клімат Осте | Клімат Осте | Клімат Осте | Клімат Осте | Клімат Осте | Клімат Осте | Клімат Осте | Клімат Осте |
| Показник                | Січ.        | Лют.        | Бер.        | Квіт.       | Трав.       | Черв.       | Лип.        | Серп.       | Вер.        | Жовт.       | Лист.       | Груд.       | Рік         |
| Абсолютний максимум, °C | 29          | 26          | 26          | 20          | 18          | 15          | 17          | 13          | 18          | 21          | 26          | 26          | 29          |
| Середній максимум, °C   | 13          | 14          | 12          | 8           | 6           | 3           | 3           | 5           | 7           | 11          | 12          | 13          | 9           |
| Середня температура, °C | 9           | 9           | 7           | 4           | 2           | 0           | 0           | 1           | 3           | 6           | 7           | 8           | 4           |
| Середній мінімум, °C    | 5           | 5           | 3           | 0           | −1          | −3          | −3          | −2          | 0           | 1           | 2           | 3           | 0           |
| Абсолютний мінімум, °C  | −2          | −2          | −2          | −7          | −20         | −18         | −21         | −14         | −8          | −4          | −6          | −2          | −21         |
| Норма опадів, мм        | 50          | 30          | 40          | 30          | 30          | 20          | 50          | 40          | 20          | 30          | 40          | 30          | 470         |
| Днів з дощем            | 7           | 5           | 6           | 4           | 5           | 3           | 5           | 4           | 2           | 4           | 4           | 5           | 60          |
| Вологість повітря, %    | 72          | 70          | 74          | 78          | 80          | 79          | 78          | 78          | 76          | 69          | 65          | 70          | 74          |
| ----------------------- | ----------- | ----------- | ----------- | ----------- | ----------- | ----------- | ----------- | ----------- | ----------- | ----------- | ----------- | ----------- | ----------- |
| Джерело: Weatherbase    |             |             |             |             |             |             |             |             |             |             |             |             |             |

## Історія
У 1882 році члени французького судна «Romanche» детально досліджували береги острова. В кінці XIX століття на острові створено невелике поселення з кількох сімей, для розвитку скотарства, але незабаром жителі його покинули. 1978 року, під час загострення відносин Чилі та Аргентини (операція «Суверенітет»), в затоках ховалися чилійські військові кораблі, але тут не було створено будь-якої постійної військової бази. Протягом XX століття були зроблені безуспішні спроби заселити острів. На острові часто висаджуються наукові експедиції, екстремали на каяках та інші шукачі пригод. Наприкінці XX століття вчені стали більш детально вивчати внутрішню гірську частину острова.

## Флора та фауна
Острів в низині покритий найпівденнішою у світі рослинністю — магеллановими субполярними лісами та чагарниками (нотофагус антарктичний, майтенус магелланський), в горах — тундра, на вершинах — льодовики. На берегах переважно зустрічаються тюлені, магелланові пінгвіни і баклани. Велика частина острова (без півострова Харді) входить до складу національного парку «Альберто-де-Агостіні».

## Галерея

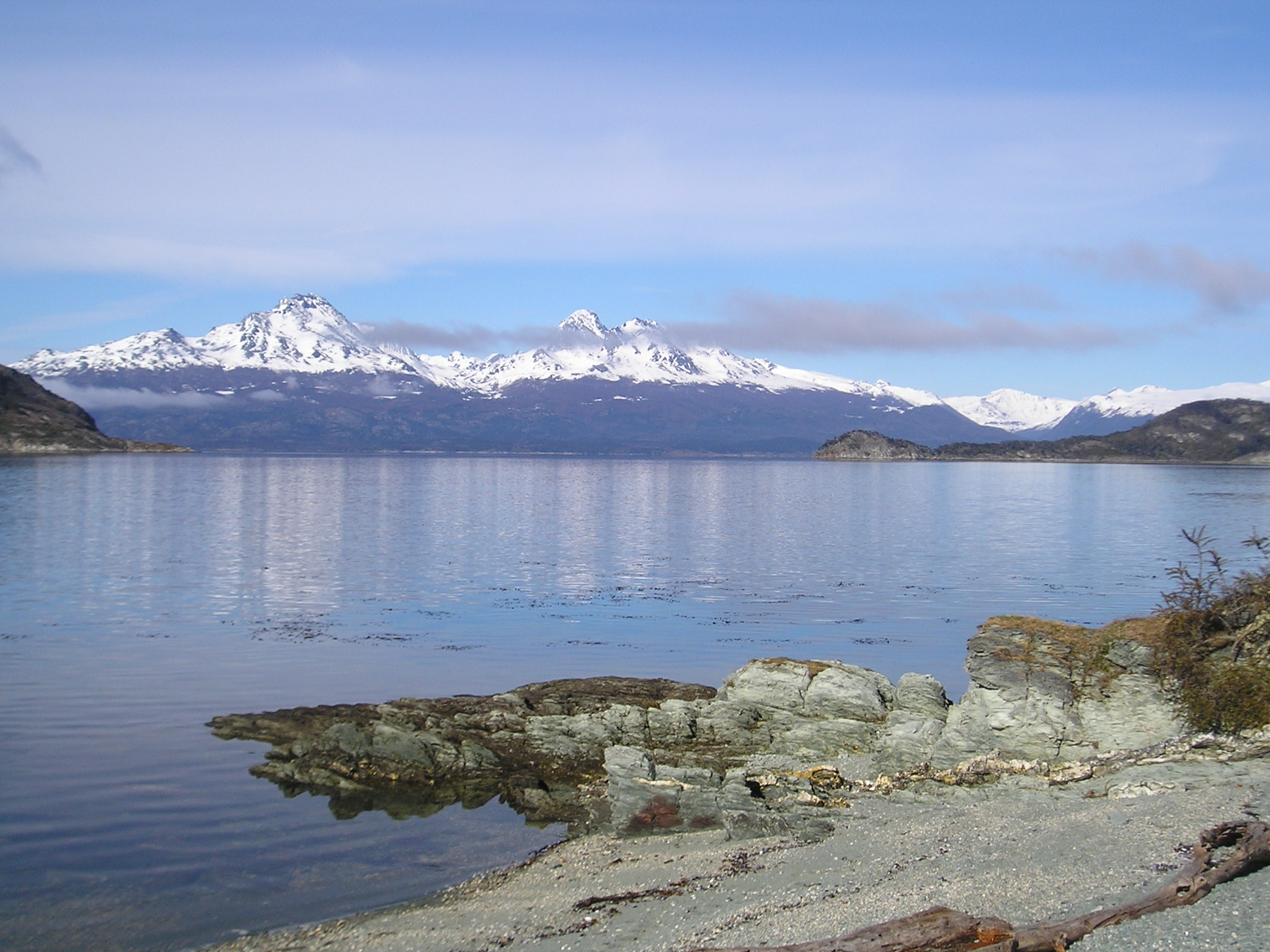
Вид на острів Осте з о. Вогняна Земля
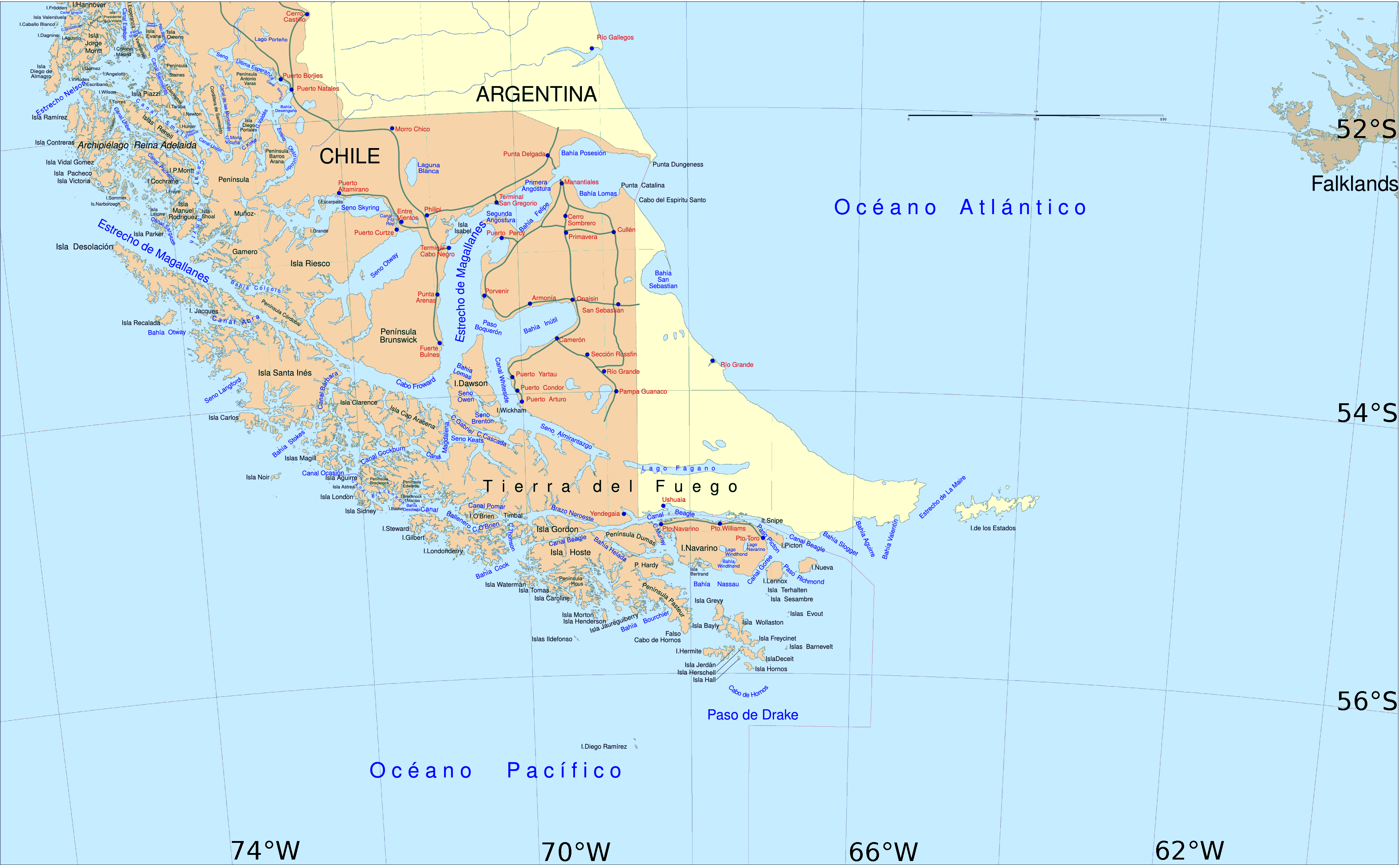
Розташування острова Осте на мапі архіпелагу Вогняна Земля
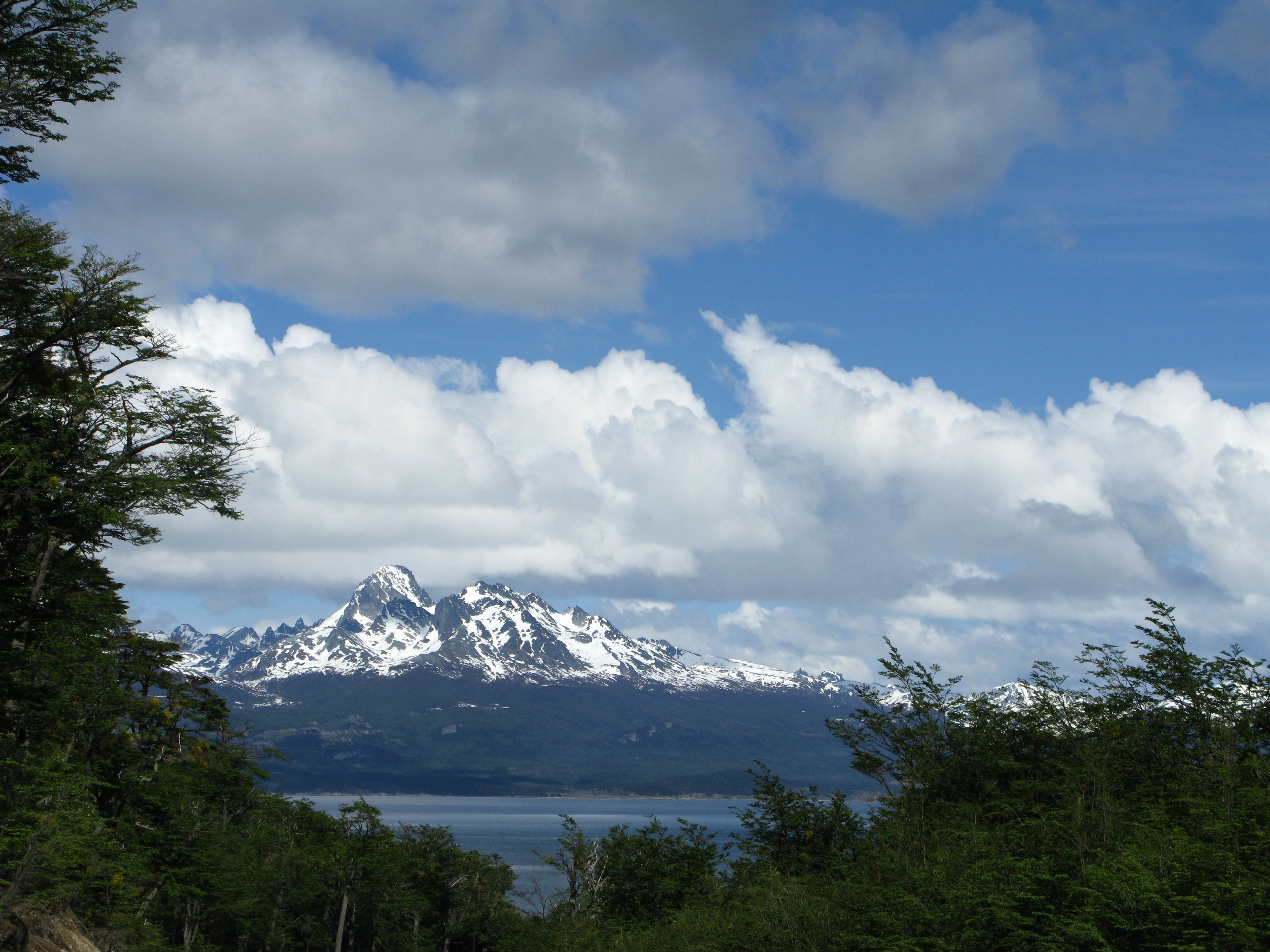
Вид на о. Вогняна Земля